# 幡谷祐一
幡谷祐一（日语：／ Hataya Yūichi，1923年10月6日—2018年1月11日）是一名日本企业家，出生于日本茨城县東茨城郡小川町（今属小美玉市）。幡谷曾从83岁开始于日本筑波大学攻读博士学位，并在三年后毕业，成为当时日本以最高年龄获得博士学位者。

## 生平
幡谷祐一1923年出生于日本茨城县東茨城郡，是家中的长男，生父係茨城县商工信用組合创始人、前茨城县議会議員幡谷仙三郎。1946年，幡谷祐一毕业于日本大学法文学部。其后，幡谷继承家业开始从商，为茨城县战后经济发展做出了一定贡献。2007年，以83岁高龄入学筑波大学博士后期课程，并在3年后毕业，成为日本获得博士学位时年龄最高者。2008年，幡谷获颁旭日中綬章。2010年，幡谷获颁紺綬褒章。2018年1月11日，幡谷因病去世，享年94岁。

## 平成自由诗
幡谷祐一有作汉诗的爱好，1998年，他出版了诗集《水车—平成自由诗》（《水車-平成自由詩》）。在2010年于筑波大学毕业后亦赠给筑波大学一首汉诗。筑波大学校方曾将该诗制作成石碑，陈列在筑波大学校内。此外，茨城机场开港时，他亦为茨城机场作过汉诗《先见》（《先見》）。但他的汉诗因在平仄、音韵，以及文法方面存在严重问题而受到批评。同时，在互联网上，网民亦开始模仿幡谷祐一的诗句进行恶搞创作，在推特上曾出现过名为“#平成自由诗”的主題標籤。